# Douzains
Douzains é uma comuna francesa na região administrativa da Nova Aquitânia, no departamento Lot-et-Garonne. Estende-se por uma área de 12,88 km². Em 2010 a comuna tinha 276 habitantes (densidade: 21,4 hab./km²).